# Santa Monica Pier (Movie Park Germany)

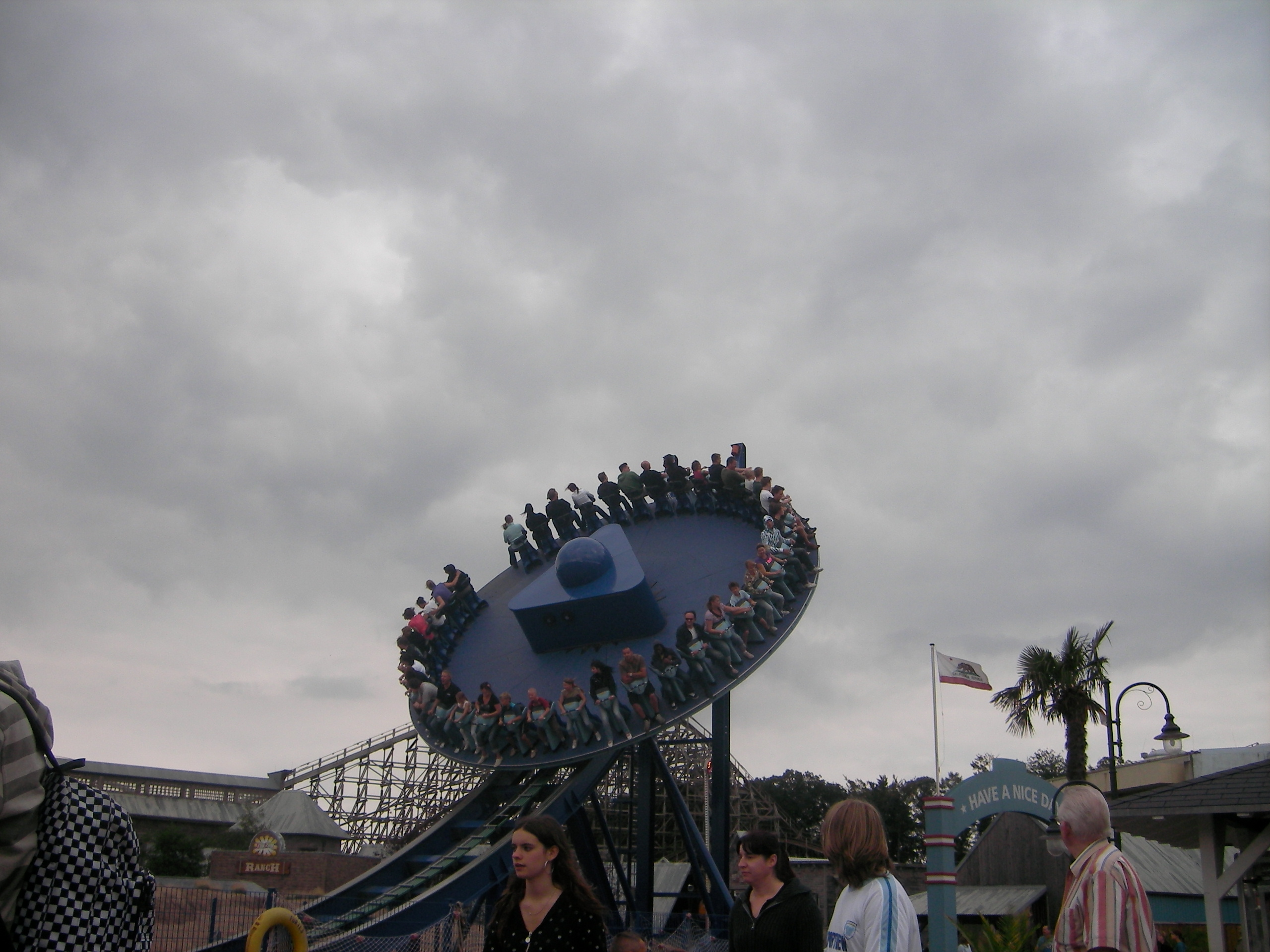
De attractie Crazy Surfer

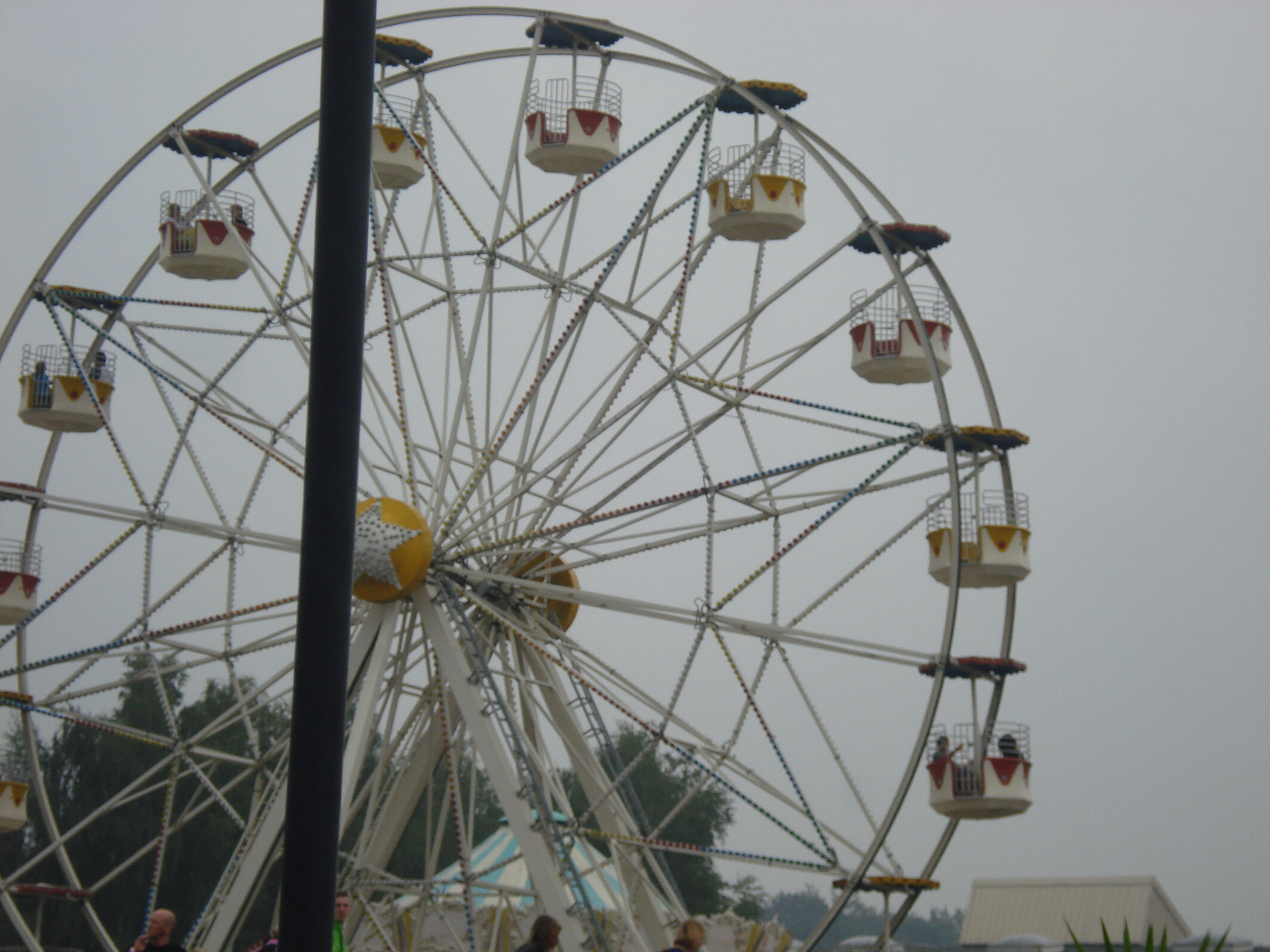
Santa Monica Wheel

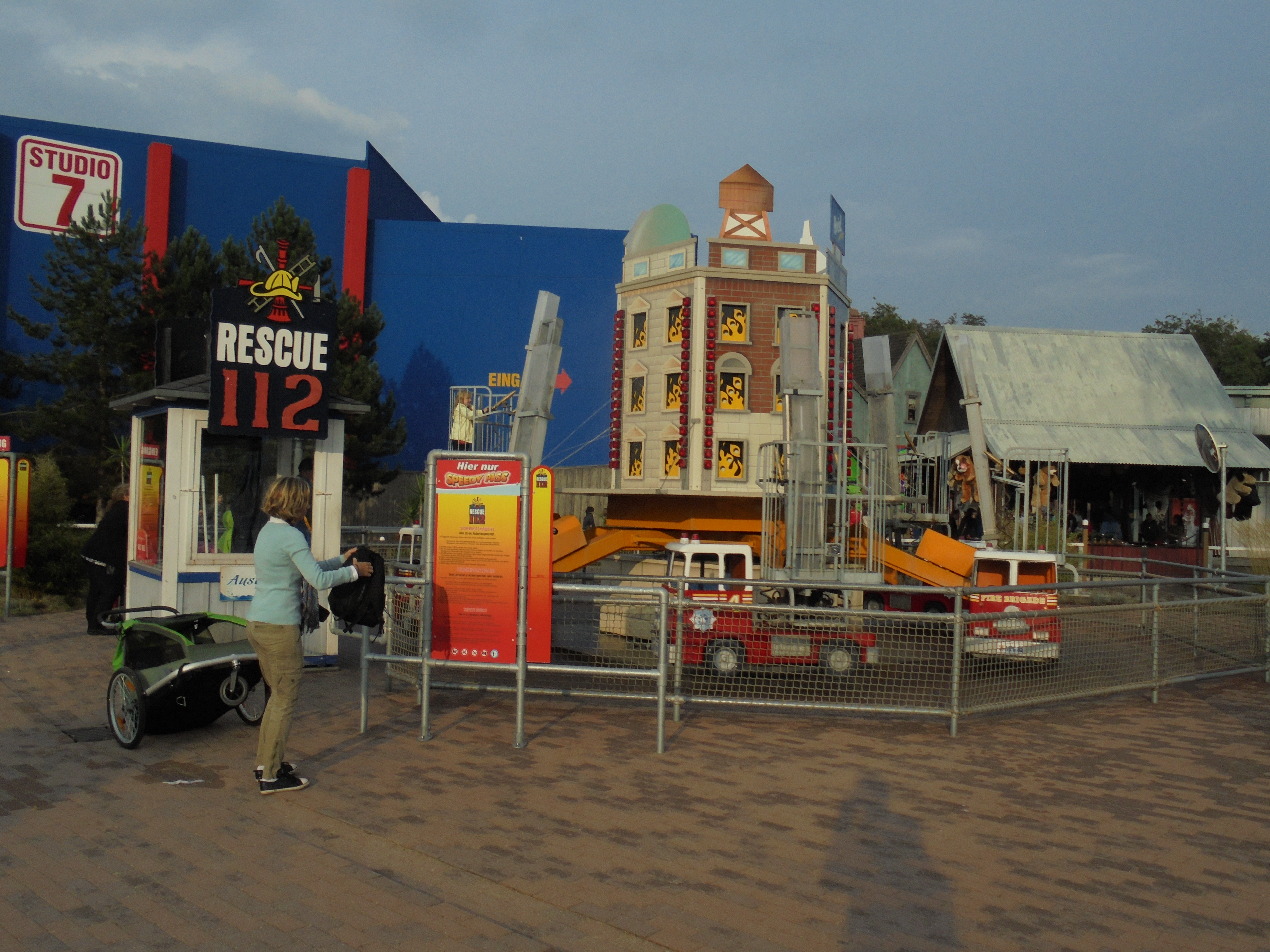
Rescue 112

Santa Monica Pier is een themagebied in het Duitse attractiepark Movie Park Germany.
Het themagebied is vernoemd naar de Santa Monica Pier in de Verenigde Staten. De attractie en thematisering heeft daarom veel weg van het strand, de zee en de kermis op de pier. De horecagelegenheden in het themagebied lijken daarom ook heel erg op strandhuizen. Het themagebied is in 2007 geopend op de plek waar eerst de achtbaan Cop Car Chase stond. Bij de opening was ook een 'look-a-like' van Arnold Schwarzenegger aanwezig.

## Attracties
In dit themagebied bevinden zich de volgende mechanisch aangedreven attracties:
| Naam               | Omschrijving                                                                       |
| ------------------ | ---------------------------------------------------------------------------------- |
| Stormy Cruise      | Rockin' Tug                                                                        |
| Santa Monica Wheel | Reuzenrad                                                                          |
| Crazy Surfer       | Disk'O                                                                             |
| Rescue 112         | "Fire Brigade", men moet zo snel mogelijk een (fictieve) brand proberen te blussen |
| Pier Side Carousel | Zweefmolen                                                                         |

Lijst van attracties in Movie Park Germany · Police Academy Stunt Show · afbeeldingen
Huidige attracties: Avatar Air Glider ·
Backyardigans Mission to Mars · The Bandit · Bermuda Triangle - Alien Encounter · Crazy Surfer · Dora's Big River Adventure · Fairy World Spin ·
Ghost Chasers · Jimmy Neutron's Atomic Flyer · MP Xpress · Excalibur - Secrets of the Dark Forest · NYC Transformer · Roxy · Side Kick · SpongeBob Splash Bash · Star Trek: Operation Enterprise · The High Fall · The Lost Temple · Time Riders · Van Helsing's Factory
Voormalige attracties: Batman Adventure · Cop Car Chase · Danny Phantom Ghost Zone · Gremlins Invasion · Ice Age Adventure · Josie's Bath House · Looney Tunes Adventure · Studio Tour · Unendliche Geschichte · Mystery River
Themagebieden: Federation Plaza · Hollywood Street Set · Nickland · Santa Monica Pier · Streets of New York · The Old West